# Bernard Holtrop
Bernardus Gerrit (Bernard) Holtrop (Sassenheim, 31 januari 1943 – Grouw, 2 mei 1993) was een Nederlands politicus van de PvdA.
Hij werd geboren als zoon van een gereformeerd predikant. Na in 1967 te zijn afgestudeerd in het Nederlands recht vervulde hij zijn dienstplicht en eind 1969 ging hij werken bij de provinciale griffie van Zuid-Holland. Aanvankelijk was hij lid van de ARP, net als zijn schoonvader W.F. de Gaay Fortman die van 1973 tot 1977 minister van Binnenlandse Zaken was. In 1976 werd Holtrop lid van de PvdA en eind 1979 volgde zijn benoeming tot burgemeester van Idaarderadeel. Op 1 januari 1984 fuseerde die gemeente met Rauwerderhem en een groot deel van Utingeradeel tot de gemeente Boornsterhem. Die dag werd Holtrop de burgemeester van die nieuwe gemeente. In september 1992 volgde zijn benoeming tot burgemeester van Oosterhout. Een half jaar later werd hij ernstig ziek en in mei 1993 overleed hij op 50-jarige leeftijd.